# Ральф Дуймовітц
Ральф Дуймовітц (нім. Ralf Dujmovits; нар. 5 грудня 1961, Бюль (Bühl) ФРН) — німецький гімалаїст. Шоста людина в історії (перший німець), хто здобув Корону Гімалаїв і Каракоруму. Власник туристичної агенції «Amical Alpine» (уславився, між іншим, тим, що під час комерційного сходження на Нанга Парбат «підняв» на вершину 11 своїх клієнтів). Є чоловіком відомої австрійської гімалаїстки Герлінде Кальтенбруннер (нім. Gerlinde Kaltenbrunner).

## Історія здобуття Корони Гімалаїв і Каракоруму
- 1990 — Дхаулагірі
- 1992 — Еверест
- 1994 — К2
- 1995 — Чо-Ойю
- 1997 — Шишабангма
- 1999 — Броуд-пік
- 2000 — Гашербрум II
- 2001 — Нанга Парбат
- 2004 — Аннапурна
- 2004 — Гашербрум I
- 2006 — Канченджанга
- 2007 — Манаслу
- 2008 — Макалу
- 2009 — Лхоцзе

## Ресурси Інтернету
- Офіційна сторінка Ральфа Дуймовітця